# Intermediate
Een intermediate is een band die in races met auto's of motorfietsen wordt gebruikt.

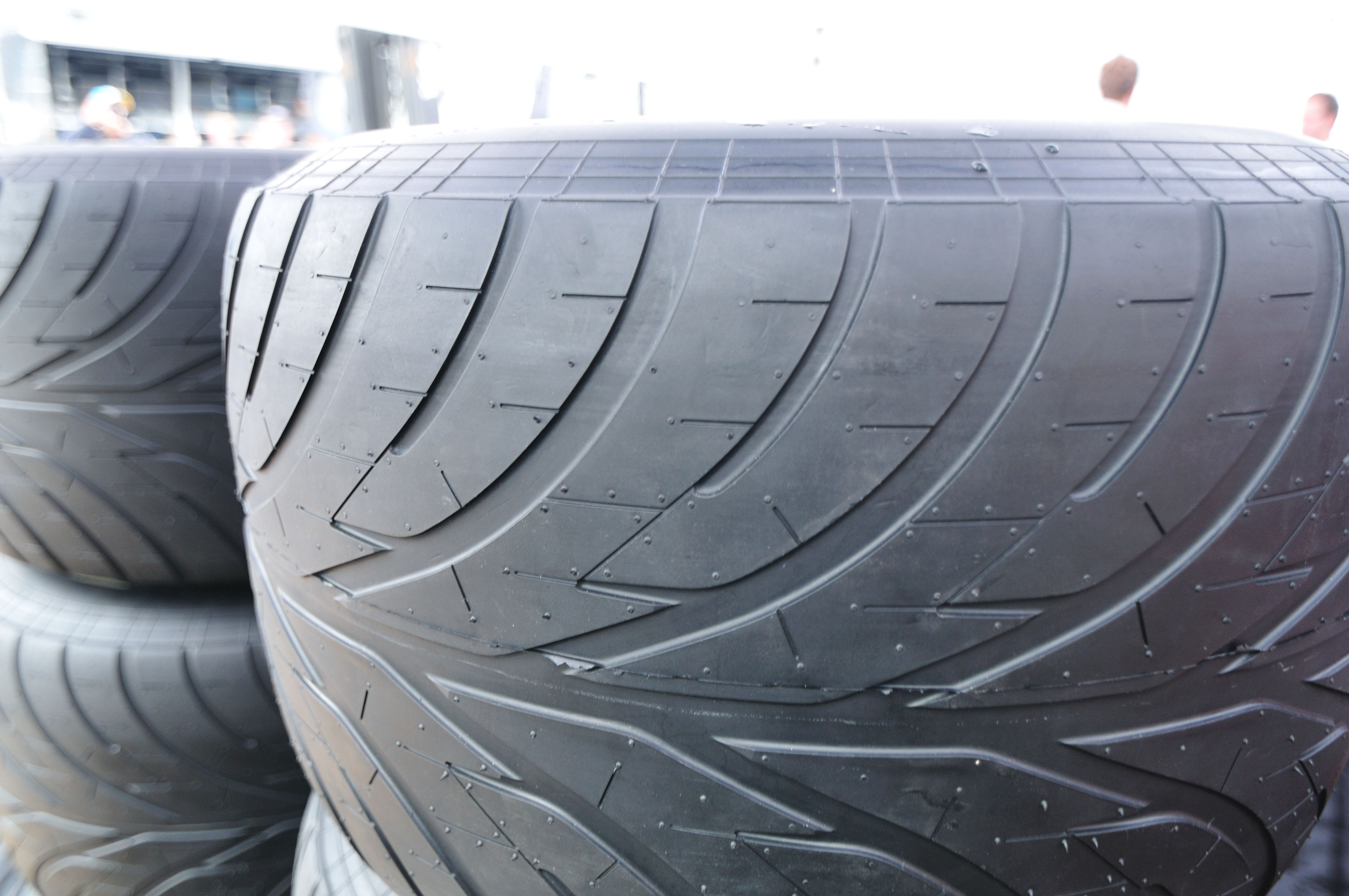
Bridgestone Intermediate voor Formule 1-auto's

De intermediate houdt het midden tussen een regenband en een slick, en wordt gebruikt in wedstrijden waarin het naar verwachting deels droog en deels nat zal zijn. In veel gevallen is dit een opgesneden slickband, dat wil zeggen een kale band waar groeven in gesneden zijn voor de afvoer van water.